# Cryptic Sounds: No Voices in Your Head
Cryptic Sounds: No Voices in Your Head er en instrumental ep udgivet af Megadeth i 1998 i Japan og Argentina, samt i Sydkorea som en bonus-cd til Cryptic Writings.
Vokal på de fem sange, som er fra Cryptic Writings, er blevet erstattet af guitarmelodier, mens "She-Wolf" blev fuldstændigt lavet om så den første halvdel af sangen blev spillet i spansk akustisk stil.

## Spor
1. "Almost Honest" – 4:14
2. "Vortex" – 3:21
3. "Trust" – 5:30
4. "A Secret Place" – 5:29
5. "She-Wolf" – 3:07